# Norfolk County (Ontario)
Norfolk County è una municipalità del Canada, situata in Ontario, sulla costa canadese del lago Erie.